# Окерлунд, Гуннар
Э́рнст Гу́ннар О́керлунд (швед. Ernst Gunnar Åkerlund; 20 ноября 1923, Нючёпинг — 4 октября 2006, там же) — шведский гребец-байдарочник, выступал за сборную Швеции в конце 1940-х — начале 1950-х годов. Чемпион летних Олимпийских игр в Лондоне, серебряный призёр Олимпийских игр в Хельсинки, двукратный чемпион мира, многократный победитель и призёр регат национального значения.

## Биография
Гуннар Окерлунд родился 20 ноября 1923 года в Нючёпинге. Увлёкшись греблей на байдарках и каноэ, проходил подготовку в местном спортивном клубе Nyköpings.
Первого серьёзного успеха на взрослом международном уровне добился в сезоне 1948 года, когда попал в основной состав шведской национальной сборной и благодаря череде удачных выступлений удостоился права защищать честь страны на летних Олимпийских играх 1948 года в Лондоне. Стартовал здесь в паре с партнёром Хансом Веттерстрёмом в двойках в гонке с раздельным стартом на десяти тысячах метрах — поскольку на узком гребном канале Хенли невозможно было дать старт одновременно пятнадцати экипажам, команды стартовали по очереди с интервалом в 30 секунд. В итоге шведская пара одержала уверенную победу над всеми остальными командами, опередив ближайших преследователей норвежцев более чем на 35 секунд, и завоевала тем самым золотые олимпийские медали.
Став олимпийским чемпионом, буквально через неделю Окерлунд вновь выступал в Лондоне на проводимом здесь чемпионате мира — они с Веттерстрёмом объединились с двумя другими чемпионами прошедшей Олимпиады, гребцами Хансом Берглундом и Леннартом Клингстрёмом, после чего одержали победу в состязаниях четырёхместных байдарок на дистанции 1000 метров (эта дисциплина в то время была неолимпийской, попав в программу Игр лишь в 1964 году на Олимпиаде в Токио).
В 1950 году Гуннар Окерлунд побывал на мировом первенстве в Копенгагене, откуда привёз награды золотого и серебряного достоинства, выигранные в зачёте двухместных байдарок на дистанции 10000 метров и в зачёте четырёхместных байдарок на дистанции 1000 метров, при этом его партнёрами были Ханс Веттерстрём, Эббе Фрик и Свен-Олов Шёделиус.
Будучи одним из лидеров гребной команды Швеции, благополучно прошёл квалификацию на Олимпийские игры 1952 года в Хельсинки. Вместе с тем же Хансом Веттерстрёмом пытался повторить успех четырёхлетней давности в двойках на десяти километрах, однако на сей раз вынужден был довольствоваться серебряной наградой — на протяжении всей дистанции лидировали финны Курт Вирес и Юрьё Хиетанен, и хотя в концовке шведы предприняли попытку догнать их, отставание на финише составило 0,4 секунды. Вскоре по окончании этих соревнований Окерлунд принял решение завершить карьеру профессионального спортсмена, уступив место в сборной молодым шведским гребцам.
Умер 4 октября 2006 года в Нючёпинге в возрасте 82 лет.